# Ololygon v-signata
Ololygon v-signata é uma espécie de anfíbio da família Hylidae. Endêmica do Brasil, onde pode ser encontrada nos estados do Espírito Santo e Rio de Janeiro.